# Dante Lugo
Dante Homérico Lugo González (nacido el 28 de agosto de 1932 en Córdoba, Argentina) es un exfutbolista argentino. Jugaba de delantero y su primer club fue Lanús.

## Carrera

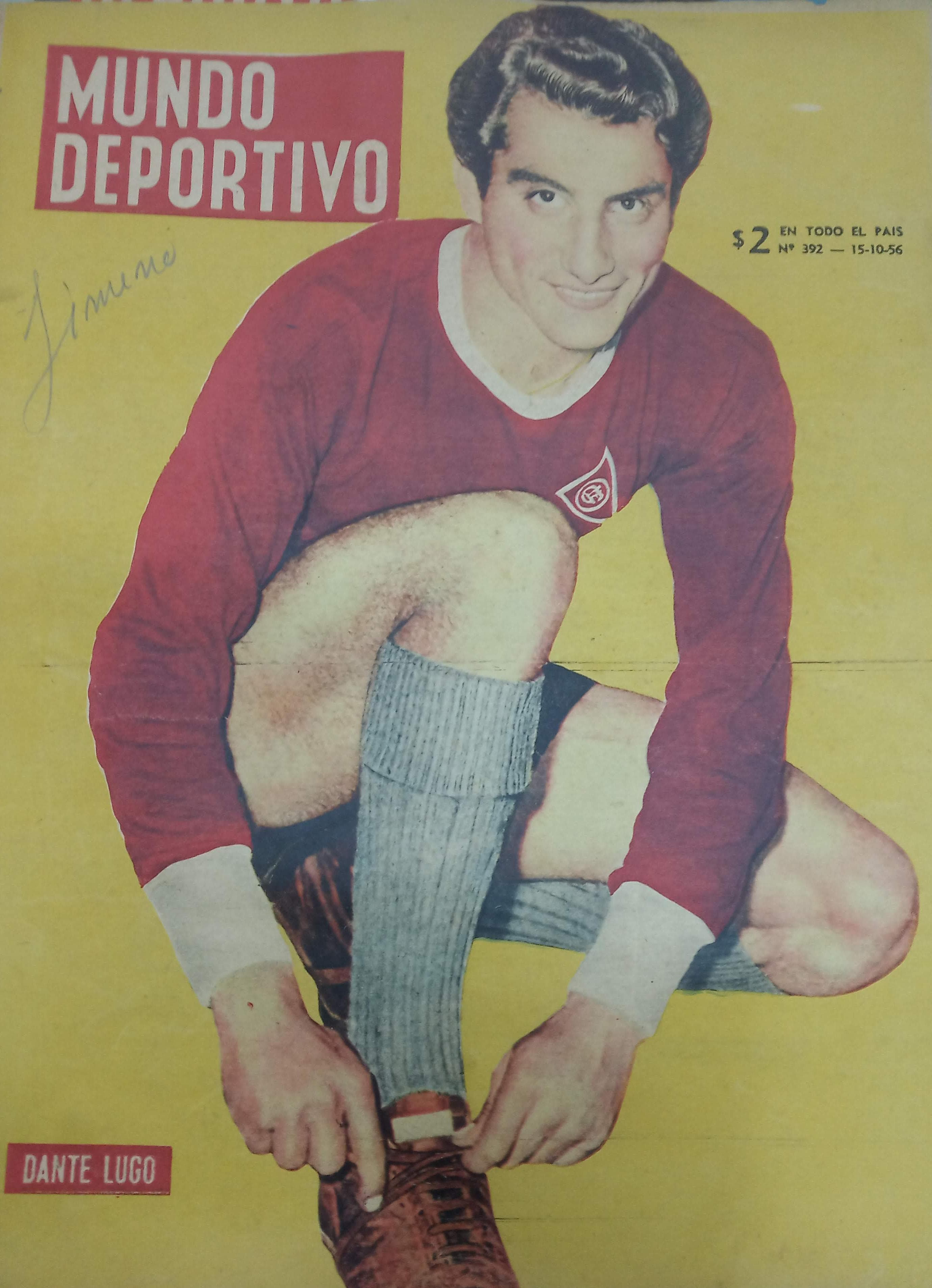
Dante Lugo en Lanús 1956

Comenzó su carrera en 1955 jugando para Lanús. Jugó para ese club hasta 1956. En ese mismo año se fue a España para integrar el plantel del Atlético de Madrid, en donde se mantuvo hasta el año 1958. En 1959, luego de su estadía por España, regresó a la Argentina para formar parte de las filas de Ferro. Se mantuvo en ese club hasta 1962. En 1963 se fue a Boca Juniors. En 1964 estampa su firma por otro cuadro granate, el Defensor Lima y juega para ese club hasta 1965, cuando se retira definitivamente del fútbol profesional. Sin embargo, algunas fuentes confirman que actuó como jugador-entrenador en el Cúcuta Deportivo en los años posteriores.
Terminaría como el cuarto máximo goleador del Campeonato de Primera División 1956 marcando 14 tantos para Club Atlético Lanús que fue el Subcampeón del Certamen.También sería semifinalista de la Copa del Atlántico 1956.

## Clubes
| Club               | País      | Año       |
| ------------------ | --------- | --------- |
| Lanús              | Argentina | 1955-1956 |
| Atlético de Madrid | España    | 1956-1958 |
| Ferro              | Argentina | 1959      |
| Boca Juniors       | Argentina | 1960-1961 |
| Lanús              | Argentina | 1962-1963 |
| Defensor Lima      | Perú      | 1964-1965 |
| Cúcuta Deportivo   | Colombia  | 1966      |